# Trahamunda

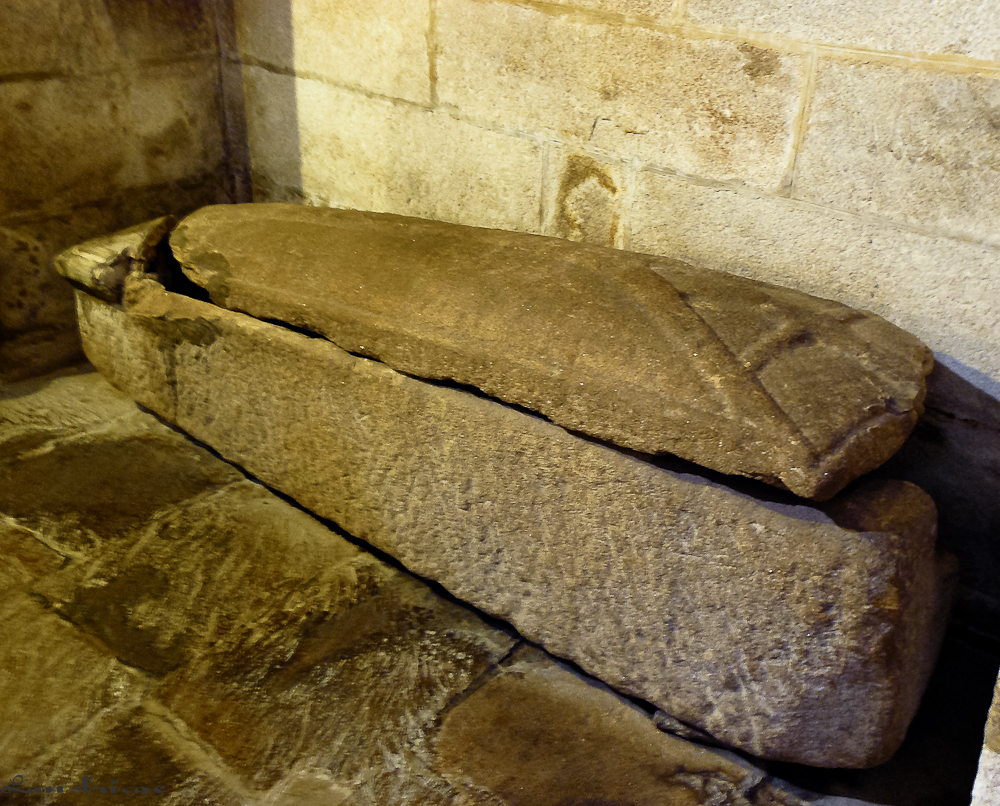
Grabstelle von Trahamunda im Kloster San Juan de Poio.

Santa Trahamunda (* im 8. oder 9. Jahrhundert in Galicien) war eine spanische Nonne aus dem Frühmittelalter und wird heute als Volksheilige verehrt. Ihr Leben ist in Legenden überliefert, die mit dem Kloster de San Juan de Poio in der Provinz Pontevedra in Verbindung stehen. Im Volksglauben wird sie als Schutzpatronin gegen Heimweh verehrt.

## Leben
Laut Überlieferung war Trahamunda Novizin im Kloster de San Martín auf der Insel Tambo, als sie bei einem Angriff der Mauren entführt wurden. Nach einigen Quellen von Abd ar-Rahman I., nach anderen von dessen Enkel Abderramán II. Sie wurde nach Córdoba gebracht und sollte dort Mitglied des Harems werden. Als sie sich weigerte, kam sie für elf Jahre ins Gefängnis. Laut Legende bat sie Gott an einem 23. Juni, sie am kommenden Tag, dem Gedenktag von San Juan Bautista, nach Poio zu bringen. Ein Engel brachte ihr einen Palmzweig, mit dem sie nach Galicien reiste. Diese pflanzte sie in der Nähe des Klosters San Juan de Poio in die Erde und er wuchs bis zum 16. Jahrhundert.
Ihr Grab wurde im gotischen Sitl errichtet und ist in einer Kapelle des Klosters San Juan de Poyo. Ihr Gedenktag ist der 14. November. Sie wird mit einer Palme in der Hand dargestellt.